# Martellago
Martellago é uma comuna italiana da região do Vêneto, província de Veneza, com cerca de 19.294 habitantes. Estende-se por uma área de 20 km², tendo uma densidade populacional de 965 hab/km². Faz divisa com Mirano, Salzano, Scorzè, Spinea, Venezia.

## Demografia
| Variação demográfica do município entre 1861 e 2011                               |
|                                                                                   |
| Fonte: Istituto Nazionale di Statistica (ISTAT) - Elaboração gráfica da Wikipedia |